# Schleswig-Flensburg
Schleswig-Flensburg (tiếng Đan Mạch: Slesvig-Flensborg) là một huyện ở Schleswig-Holstein, Đức. Các huyện giáp ranh (từ phía nam theo chiều kim đồng hồ) là: Rendsburg-Eckernförde, Dithmarschen và Nordfriesland, hạt South Jutland ở Đan Mạch, thành phố Flensburg và biển Baltic.

## Lịch sử
Huyện được lập năm 1974 thông qua việc sáp nhập các huyện Flensburg-Land và Schleswig. Do gần Đan Mạch nên huyện này một số lượng lớn dân Đan Mạch sinh sống.

## Các thị xã và đô thị
| Các đô thị và thị xã độc lập                                    |
| --------------------------------------------------------------- |
| 1. Glücksburg 2. Kappeln 3. Schleswig 4. Handewitt 5. Harrislee |

| Ämter | Ämter | Ämter |
| --- | --- | --- |
| - 1. Arensharde 1. Bollingstedt 2. Ellingstedt 3. Hollingstedt 4. Hüsby 5. Jübek 6. Lürschau 7. Schuby 8. Silberstedt1 9. Treia - 2. Eggebek 1. Eggebek1 2. Janneby 3. Jerrishoe 4. Jörl 5. Langstedt 6. Sollerup 7. Süderhackstedt 8. Wanderup - 3. Geltinger Bucht 1. Ahneby 2. Esgrus 3. Gelting 4. Hasselberg 5. Kronsgaard 6. Maasholm 7. Nieby 8. Niesgrau 9. Pommerby 10. Quern 11. Rabel 12. Rabenholz 13. Stangheck 14. Steinberg 15. Steinbergkirche1 16. Sterup 17. Stoltebüll - 4. Haddeby 1. Borgwedel 2. Busdorf1 3. Dannewerk 4. Fahrdorf 5. Geltorf 6. Jagel 7. Lottorf 8. Selk | - 5. Hürup 1. Ausacker 2. Freienwill 3. Großsolt 4. Hürup1 5. Husby 6. Maasbüll 7. Tastrup - 6. Kappeln-Land [seat: Kappeln] 1. Arnis2 2. Grödersby 3. Oersberg 4. Rabenkirchen-Faulück - 7. Kropp-Stapelholm 1. Alt Bennebek 2. Bergenhusen 3. Börm 4. Dörpstedt 5. Erfde 6. Groß Rheide 7. Klein Bennebek 8. Klein Rheide 9. Kropp1 10. Meggerdorf 11. Norderstapel 12. Süderstapel 13. Tetenhusen 14. Tielen 15. Wohlde - 8. Langballig 1. Dollerup 2. Grundhof 3. Langballig1 4. Munkbrarup 5. Ringsberg 6. Wees 7. Westerholz - 9. Mittelangeln 1. Havetoftloit 2. Rüde 3. Satrup1 4. Schnarup-Thumby 5. Sörup - 10. Oeversee 1. Oeversee 2. Sieverstedt 3. Tarp1 | - 11. Schafflund 1. Böxlund 2. Großenwiehe 3. Hörup 4. Holt 5. Jardelund 6. Lindewitt 7. Medelby 8. Meyn 9. Nordhackstedt 10. Osterby 11. Schafflund1 12. Wallsbüll 13. Weesby - 12. Südangeln 1. Böklund1 2. Brodersby 3. Goltoft 4. Havetoft 5. Idstedt 6. Klappholz 7. Neuberend 8. Nübel 9. Schaalby 10. Stolk 11. Struxdorf 12. Süderfahrenstedt 13. Taarstedt 14. Tolk 15. Twedt 16. Uelsby - 13. Süderbrarup 1. Böel 2. Boren 3. Brebel 4. Dollrottfeld 5. Ekenis 6. Kiesby 7. Loit 8. Mohrkirch 9. Norderbrarup 10. Nottfeld 11. Rügge 12. Saustrup 13. Scheggerott 14. Steinfeld 15. Süderbrarup1 16. Ulsnis 17. Wagersrott |
| 1thủ phủ của Amt;2thị xã | | |